# Itapoan FM
Itapoan FM é uma emissora de rádio brasileira sediada em Salvador, capital do estado da Bahia. Opera no dial FM, na frequência 97,5 MHz. A emissora pertence ao Sistema Nordeste de Comunicação, de propriedade do ex-deputado e empresário Luiz Pedro Irújo. Transmite uma programação popular e é uma das preferidas de Salvador.

## História
Fundada em 27 de novembro de 1977 pelos Diários Associados, sendo uma das primeiras emissoras de rádio FM a entrar no ar na Região Nordeste. Era conhecida inicialmente como 97.5 FM, sendo posteriormente renomeada para Sociedade FM, em alusão a sua coirmã Rádio Sociedade da Bahia. Em 1980, a rádio 97.5, pertencente aos Diários Associados na Bahia, foi vendida juntamente com outros ativos para o Sistema Nordeste de Comunicação, de propriedade do político Pedro Irujo. Após a aquisição, a rádio passou a se chamar Itapoan FM, assim como sua coirmã, a TV Itapoan.
Foi líder de audiência por muito tempo e justamente por esta condição, foi uma das responsáveis diretas pela explosão do axé music, divulgando bandas como Chiclete com Banana, Reflexus, Bamdamel, entre outras. Atualmente é conhecida pela sua programação popular e esportiva, sendo uma das rádios mais famosas da Bahia.